# Norsk Hydro

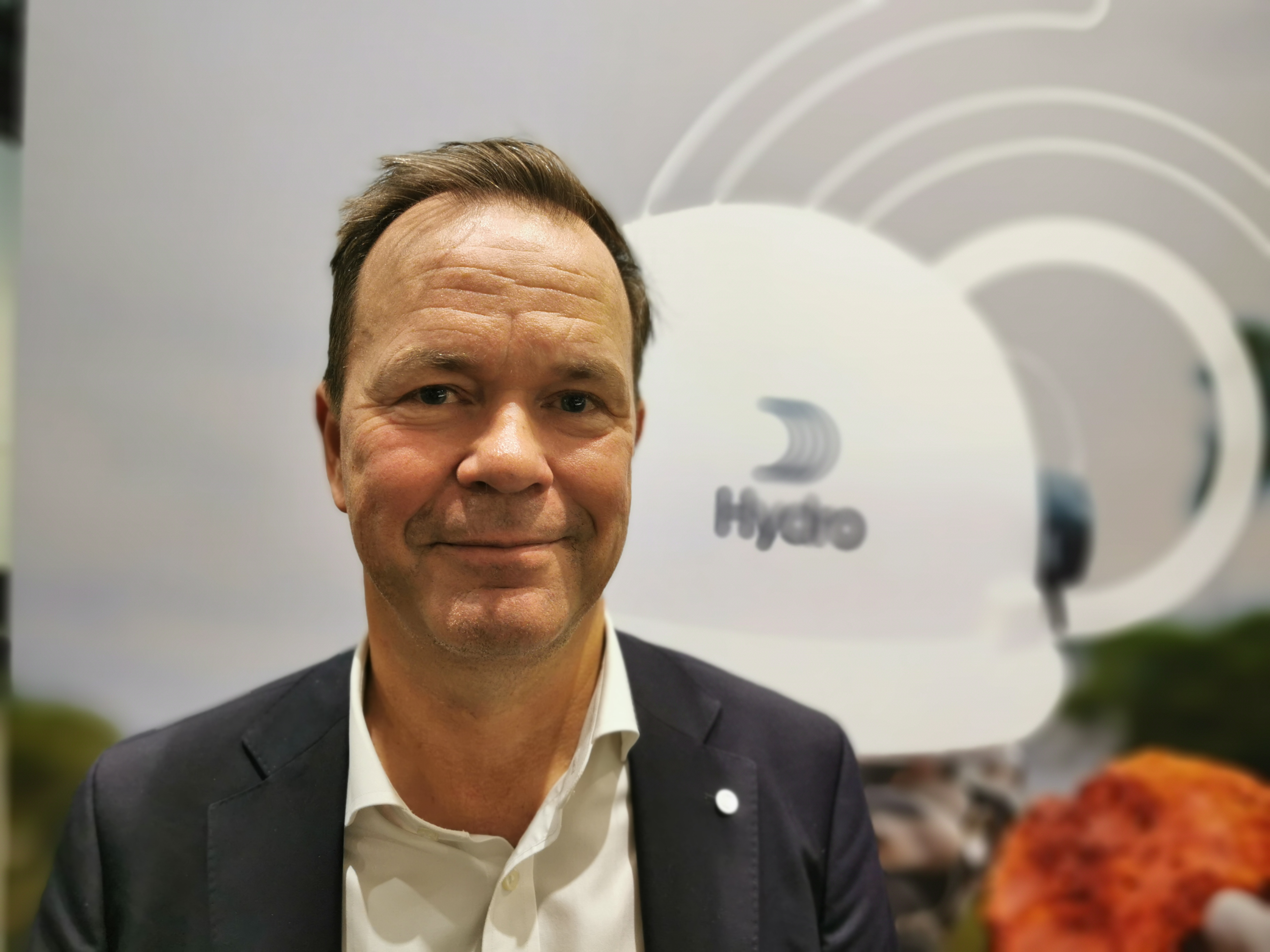
Eivind Kallevik at ALUMINUM 2024

Norsk Hydro är en norsk industrikoncern som idag har verksamhet inom metallframställning och förnyelsebar energi. Företaget är världens fjärde största aluminiumtillverkare. Tidigare har koncernen även haft omfattande verksamhet inom agrokemi- och petrokemisk processindustri. Verksamheten med gödningsmedel och kemikalier för jordbruk knoppades av som Yara International, 2004. Olje- och gasdelen slogs samman med konkurrenten Statoil, och bildade energijätten StatoilHydro, 2007.

## Historia

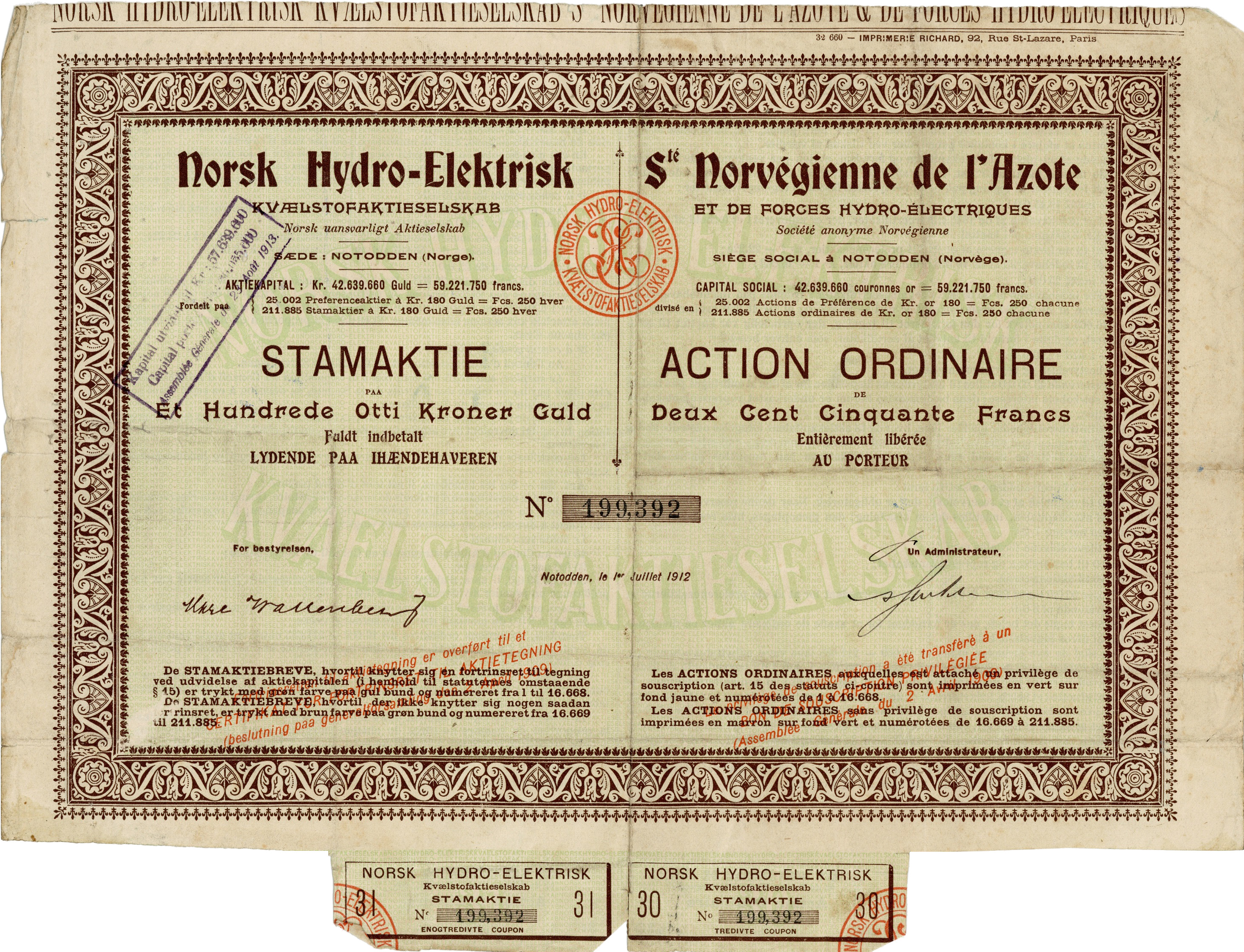
Aktie i Norsk Hydro-Elektrisk Kvælstofaktieselskab för 180 guldkronor = 250 franc, utfärdad den 1 juli 1912 i Notodden, egenhändigt undertecknad av Knut Agathon Wallenberg på styrelsens vägnar

Norsk Hydro grundades 1905 av Sam Eyde tillsammans med Kristian Birkeland som Norsk hydro-elektrisk kvælstoff aktieselskap för att exploatera deras patent på utvinning av kväveoxider med elektrisk ljusbåge. En av de viktigaste produkterna var från början producering av norgesalpeter.
Startfasen finansierades med hjälp av den svenska Wallenbergsfären. Norsk Hydros första anläggningar låg i Notodden och i Rjukan, Telemark. Anläggningen i Rjukan var när den anlades 1934 världens första kommersiella anläggning för utvinning av tungt vatten. Anläggningen drevs under andra världskriget av ockupationsmakten Tyskland som behövde tungt vatten för sina försök att skapa kärnvapen. Anläggningen saboterades flera gånger av motståndsrörelsen och de allierade styrkorna, bland annat i den så kallade Tungvattenaktionen.

## Bensinstationer
I Sverige introducerades Hydro år 1985 som varumärke, detta i samband med att Norsk Hydro övertog Mobils samtliga bensinstationer i Sverige. År 1996 växte stationsnätet ytterligare, då Hydro köpte svenska Uno-X. I september 2007 meddelades att StatoilHydro planerade att köpa ConocoPhillips stationsnät, JET, i Sverige och Danmark. Som ett villkor till StatoilHydro för att genomföra affären kom Hydro att försvinna som bensinstation i Sverige under hösten 2009. Samtliga 118 stationer såldes till finländska St1.